# Катерина Асенина Закария
Катерина Асенина Закария, наричана също и Катерина Палеологина  (на гръцки: Αἰκατερίνα Παλαιολογίνα; † 26 Август 1462) е дъщеря на Чентурионе II Асен Закария – последния владетел на Княжество Морея. Дядото на Катерина – Андроник Асен Закария е  син на барон Чентурионе І Закария и Елена Асенина, дъщеря на Андроник Асен. По бащина линия Катерина Асенина е наследничка на българската царска династия Асеневци и праправнучка на българския цар Иван III Асен. 
През 1430 г. Катерина Асенина Закария се жени за признатия от целия западен католически свят за законен наследник на Византийската империя и корона Тома Палеолог. Той е син на император  Мануил II Палеолог и Елена Драгаш от династията Драгаши. Катерина остава в Морея заедно със съпругът си до завлядяването на деспотството през 1460 г. , след което се спасява на владеният от Венеция остров Корфу.След като съпругът и заминава за Италия за да търси помощ срещу османските турци от миланския дук, Катерина остава с децата си в Корфу.Тя умира на 26 август 1462 г., като е погребана под църквата "Свети апостоли Ясон и Сосипатър" в гр. Керкира. Нейната дъщеря София Палеологина сключва династичен брак с великия московски княз Иван III. Катерина Асенина Закария се явява прабаба на първия руския цар Иван Грозни.

## Семейство
От брака си с Тома Палеолог, Катерина Асенина Закария има четири деца:
- София (Зоя) Палеологина
- Елена Палеологина. Съпруга на деспот Лазар Бранкович.
- Матей Палеолог, завърнал се в Истанбул; има двама сина Йоан и Андрей (приел исляма под името Мехмед-паша)
- Андрей Палеолог